# 岡森諦
岡森 諦（おかもり あきら、1961年〈昭和36年〉10月5日 - ）は、日本の俳優、声優。劇団扉座所属。神奈川県出身。神奈川県立厚木高等学校、明治大学商学部卒業。

## 出演
太字はメインキャラクター。

### テレビドラマ
- ギフト 第1話（1997年4月16日） - 占い客 役
- きらきらひかる 第1話（1998年1月13日） - 弁護士 役
- タブロイド 第10話（1998年12月16日）
- アフリカの夜（1999年） - 毛利 役
- 危険な関係（1999年） - 的場刑事 役
- 合い言葉は勇気 第5話（2000年8月3日） - 稲尾 役
- カバチタレ! 第5話（2001年2月8日） - 京子の上司 役
- 嫁はミツボシ。（2001年） - 蒲田 役
- ビッグマネー!〜浮世の沙汰は株しだい〜 第11話・第12話（2002年6月20日・27日） - 黒崎伸司 役
- ドラマDモード「君を見上げて」（2002年） - 中川刑事 役
- 不機嫌なジーン 第9話・第10話（2005年3月14日・21日） - 浅間 役
- がきんちょ〜リターン・キッズ〜（2006年） - 梶原一彦 役
- 日向夢子調停委員事件簿4（2006年6月19日）
- 大河ドラマ（NHK）
  - 風林火山（2007年） - 矢崎十吾郎 役
  - 八重の桜（2013年） - 河井継之助 役
  - 青天を衝け（2021年） - 向山一履 役
- 菊次郎とさき 第3シリーズ 第10話（2007年9月6日）
- ひまわり〜夏目雅子27年の生涯と母の愛〜（2007年9月16日） - 雅子の主治医 役
- 松本清張生誕100年特別企画・疑惑（2009年1月24日）
- 極悪がんぼ 第10話（2014年6月16日） - 毒田 役

### ウェブドラマ
- #声だけ天使（2018年1月 - 3月、AbemaTV） - アングラ先生 役[3]

### 映画
- 超高層ハンティング（1991年） - 土方亡八 役
- スーパースキャンダル（1996年）

### 舞台
- HKT48指原莉乃座長公演（2015年4月8日 - 23日、明治座 / 8月15日 - 31日、博多座） - たぬ蔵 役[4]
- ホイッスル!BREAK THROUGH-壁をつき破れ-（2016年8月31日 - 9月8日、シアター1010） - 桐原総一郎 役
- ハロウィンの夜に咲いた桜の樹の下で（2024年6月6日 - 16日、座・高円寺1）[5]
- 歓喜の歌（2024年11月24日、海老名市文化会館 大ホール / 11月26日 - 12月1日、紀伊國屋ホール）[6]
- 北斎ばあさん-珍道中・神奈川沖浪裏-（2025年6月7日・8日〈予定〉、厚木市文化会館 小ホール / 6月11日 - 22日〈予定〉、座・高円寺1）[7]

### テレビアニメ
- NieA 7（2000年、染谷源蔵）
- OVERMANキングゲイナー（2002年、ピエロ）

### ゲーム
- スターオーシャン（1996年、ロニキス・J・ケニー）
- スターオーシャン:アナムネシス（2018年、ロニキス・J・ケニー）
- スターオーシャン1 First Departure R（2019年、ロニキス・J・ケニー）

### CDドラマ
- 金月真美 MOONLIGHT LIPS ラジオデイズに恋をして（1997年）　- 裕介 役